# Golsinda basicornis
Golsinda basicornis är en skalbaggsart som beskrevs av Charles Joseph Gahan 1894. Golsinda basicornis ingår i släktet Golsinda och familjen långhorningar.
Artens utbredningsområde är:
- Laos.
- Burma.

Inga underarter finns listade i Catalogue of Life.